# Rue de Senlis
La rue de Senlis est une voie du 17e arrondissement de Paris, en France.

## Situation et accès
La rue de Senlis est une voie située dans le 17e arrondissement de Paris. Elle débute au 2, avenue Paul-Adam et 142, boulevard Berthier et se termine au 1, avenue Émile-et-Armand-Massard.

## Origine du nom
Elle porte le nom de Senlis, ville de l'Oise, occupée et en partie incendiée par les Allemands au début de la guerre de 1914-1918 et qui fut le quartier général du maréchal Foch en 1918.

## Historique
La rue de Senlis était connectée à la rue Jules-Guesde à Levallois-Perret avant l'aménagement du boulevard périphérique de Paris.
Cette rue est ouverte et prend sa dénomination actuelle en 1932 sur l'emplacement du bastion no 47 de l'enceinte de Thiers.